# Abax
Abax (лат.) — род жужелиц из подсемейства Harpalinae (или Pterostichinae).

## Описание
Длина тела 11—25 мм. Окраска чёрная, блестящая. Лапки сверху голые. Усики опушены с 4-го членика. 7-й промежуток надкрылий в основной части килевидно возвышен, их дорсальные промежутки без щетинконосных пор.

## Биология
Обитают в лесах. Хищники.

## Классификация
Около 100 видов и подвидов в Голарктике. Около десятка видов в Европе. Относят к надтрибе Pterostichitae и трибе Pterostichini в составе подсемейства Harpalinae.

### Подрода
- Abacopercus
- Abax
- Pterostichoabax

## Список видов
Для фауны СССР Крыжановский (1983) приводил 5 видов. В Молдавии — 3 вида, в Эстонии — 1 вид этого рода. В Средней Европе встречаются виды: Abax schüppeli Palliardi 1825, Abax beckenhaupti (Duftschmid) 1812, Abax parallelepipedus Piller et Mitterpacher 1783, Abax exaratus Dejean 1828, Abax parallelus (Duftschmid) 1812, Abax ovalis (Duftschmid) 1812.
Abax alabamae
Abax alabamensis
Abax alpigradus
Abax alternans
Abax approximatus
Abax arerae
Abax baenningeri
Abax beckenhauptii
Abax blatchleyi
Abax brevoorti
Abax carinatus
Abax constrictus
Abax continuus
Abax convivus
Abax ecchelii
Abax engelmanni
Abax exaratus
Abax faber
Abax fiorii
Abax floridensis
Abax furtivus
Abax gravesi
Abax gravidus
Abax hermandensis
Abax heros
Abax hypherpiformis
Abax incisus
Abax iowensis
Abax iuvenis
Abax laevipennis
Abax levifaber
Abax macrovulum
Abax morio
Abax nonnitens
Abax oblongus
Abax obsoletus
Abax ovalis
Abax ovulum
Abax parafaber
Abax parallelepipedus (Abax ater)
Abax parallelus
Abax parasodalis
Abax pilleri
Abax pyrenaeus
Abax sallei
Abax schueppeli
Abax seximpressus
Abax sigillatus
Abax sinus
Abax sodalis
Abax springeri
Abax spoliatus
Abax teriolensis
Abax texensis
Abax torvus
Abax unicolor
Abax vinctus
Abax whitcombi